# Stelle fisse beheniane
Le stelle fisse beheniane sono una selezione di quindici stelle ritenute particolarmente utili nelle pratiche magiche dall'astrologia medievale europea ed araba. Il loro nome deriva dall'arabo bahman, "radice", dal momento che ciascuna di esse era considerata una fonte di energia astrologica per uno o più pianeti.

## Caratteristiche
Agrippa von Nettesheim le raggruppa nel suo De occulta philosophia (libri tres, vol. II, capp. 47 & 52) come Behenii (al singolare Behenius), descrivendo le loro proprietà magiche e i simboli cabalistici e attribuendole ad Ermete Trismegisto, come da prassi nella tradizione occultista medioevale. L'origine di questo raggruppamento è ignota, anche se Wallis Budge sospetta una possibile origine sumera.
Queste stelle erano state descritte in maniera diversa anche nel De quindecim stellis, quindecim lapidibus, quindecim herbis et quindecim imaginibus, attribuito allo stesso Hermes, in cui sono esposte le virtù occulte e le nature di ogni singola stella, utilizzate nella pratica dei talismani attraverso l'uso di una pietra preziosa, un'erba e un'immagine (sigillo); il testo originale è perduto, giunto a noi nella sola versione latina derivante tuttavia da una traduzione araba per merito di Masha'allah ibn Athari astrologo dell'VIII secolo.
Ne risulta che ognuna di queste stelle è collegata ad una gemma e ad una pianta, da utilizzare all'interno dei rituali per incanalare l'influenza della stella (ad esempio, in un amuleto). Quando un pianeta si ritrovava entro sei gradi dalla stella associata si riteneva che la sua influenza fosse particolarmente forte.

## Tabella dei Behenii
Nella tabella seguente sono riportati i simboli provenienti da un'edizione in quarto del 1531 del De occulta philosophia, anche se esistono altre forme. Il nome moderno delle stelle è riportato laddove non coincida col nome utilizzato nei testi antichi.
| Nome         | Nome              | Designazione astronomica | Posizione1       | Pianeta            | Gemma              | Pianta            | Simbolo |
| ------------ | ----------------- | ------------------------ | ---------------- | ------------------ | ------------------ | ----------------- | ------- |
| Algol        | Caput Algol       | β Persei                 | 26 Toro 26       | Saturno e Giove    | diamante           | elleboro nero     |         |
| Pleiadi      | Pleiadi           | M45                      | 00 Gemelli 16    | Luna e Marte       | cristallo di rocca | finocchio         |         |
| Aldebaran    | Aldaboram         | α Tauri                  | 10 Gemelli 04    | Marte e Venere     | rubino / granato   | cardo mariano     |         |
| Capella      | Alhayhoch, Hircus | α Aurigae                | 22 Gemelli 08    | Giove e Saturno    | zaffiro            | timo              |         |
| Sirio        | Canis major       | α Canis Majoris          | 14 Cancro 21     | Venere             | berillo            | ginepro           |         |
| Procione     | Canis minor       | α Canis Minoris          | 26 Cancro 03     | Mercurio e Marte   | agata              | ranuncolo d'acqua |         |
| Regolo       | Cor leonis        | α Leonis                 | 00 Vergine 06    | Giove e Marte      | granito            | artemisia         |         |
| Alkaid       | Cauda Ursae       | η Ursae Majoris          | 27 Vergine 12    | Venere e Luna      | magnetite          | cicoria           |         |
| Gienah       | Ala Corvi         | γ Corvi                  | 13 Bilancia 43   | Saturno e Marte    | onice              | bardana           |         |
| Spica        | Spica             | α Virginis               | 24 Bilancia 06   | Venere e Mercurio  | smeraldo           | salvia            |         |
| Arturo       | Alchameth         | α Bootis                 | 24 Bilancia 30   | Marte e Giove      | diaspro            | piantaggine       |         |
| Alphecca     | Elpheia           | α Coronae Borealis       | 12 Scorpione 34  | Venere e Marte     | topazio            | rosmarino         |         |
| Antares      | Cor scorpii       | α Scorpii                | 10 Sagittario 01 | Venere e Giove     | sardonice          | aristolochia      |         |
| Vega         | Vultur cadens     | α Lyrae                  | 15 Capricorno 34 | Mercurio e Venere  | olivina            | santoreggia       |         |
| Deneb Algedi | Cauda capricorni  | δ Capricorni             | 23 Acquario 48   | Saturno e Mercurio | calcedonio         | maggiorana        |         |

Le posizioni delle relative stelle beheniane sono espresse in longitudini celesti (odierne, consultate attraverso una verifica nel software astronomico Stellarium) secondo lo zodiaco tropico, un sistema di coordinate relativamente fisso utilizzato per i segni dello zodiaco tropicale e che parte dal grado 0 della longitudine corrispondente al punto gamma (ove il Sole compie il fenomeno di equinozio primaverile). Tutti i corpi celesti, inclusi stelle e costellazioni, si trovano all'interno di questo schema fisso. Per esempio 26 Toro 26 significa 26 gradi 26 minuti nel segno tropicale Toro che dista dal punto vernale 56 gradi e 26 minuti della longitudine assoluta. Per ulteriori informazioni si veda la voce sistema di coordinate eclittiche.